# Khlebovka
Khlebovka (en rus: Хлебовка) és un poble (un possiólok) de l'óblast d'Orenburg, a Rússia, segons el cens del 2010 tenia 244 habitants, pertany al municipi de Berestovka.